# Max Heindel

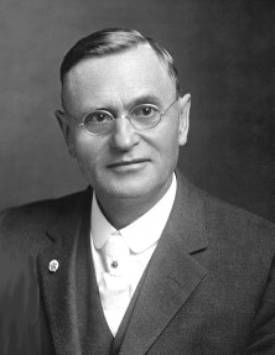
Max Heindel

Max Heindel, właśc. Carl Louis von Grasshoff (ur. 23 lipca 1865 w Aarhus, Dania, zm. 6 stycznia 1919 w Oceanside, Kalifornia, Stany Zjednoczone) – okultysta, astrolog i mistyk odwołujący się do chrześcijaństwa. Założyciel Towarzystwa Różokrzyża.

## Dzieciństwo
Urodził się w rodzinie von Grasshoffów, związanej w czasach księcia Bismarcka z niemieckim dworem. Ojciec Maxa Heindela, Francois L. von Grasshoff, jako młody mężczyzna emigrował do Kopenhagi w Danii, gdzie ożenił się z Dunką pochodzącą z dobrej rodziny. Francois miał dwóch synów i jedną córkę. Zmarł, gdy najstarszy z synów miał zaledwie 6 lat, pozostawiając matkę z trojgiem małych dzieci, w bardzo trudnej sytuacji życiowej.
Dzieciństwo M. Heindla upłynęło w dystyngowanym ubóstwie. Dzięki uporowi jego matki (który to wiele razy z powodu małych przychodów, wystawiony był na skrajne próby) starczało na to, aby jej synowie i córka mogli posiadać prywatnych nauczycieli, co w konsekwencji pozwoliło im przywrócić pozycję w środowisko arystokracji.

## Życie dorosłe
W wieku szesnastu lat, porzucił przyszłość związaną z dostatnim życiem pośród arystokracji. Opuścił rodzinny dom i przeniósł się do stoczni w Glasgow (Szkocja), gdzie poświęcił się nauce zawodu inżyniera.
Niedługo potem został wybrany głównym inżynierem na statku handlowym. Pozycja ta pozwoliła mu na podróże do miejsc na całym świecie, oraz dała mu możliwość wymiany doświadczeń z ludźmi z całego świata. Przez wiele lat był głównym inżynierem na jednym z największych pasażerskich liniowców linii Cunard Line podróżującym między Stanami Zjednoczonymi i Europą.
Od 1895 do 1901, pracował jako inżynier konsultant w Nowym Jorku. W tym czasie ożenił się. Z tego związku narodził się syn i dwie córki. W roku 1905 zmarła jego żona. W 1903, Max Heindel w poszukiwaniu pracy dotarł do Los Angeles w Kalifornii. Nadając swojemu życiu nowy kurs, zainteresował się zgłębianiem tajników metafizyki i pod wpływem dzieł teozofisty Charlesa W. Leadbeatera, dołączył do Theosophical Society Pasadena w Los Angeles, w którym zajmował w latach 1904 i 1905 funkcję wiceprezydenta.
Przeszedł także na wegetarianizm i rozpoczął poznawanie astrologii. W tym czasie spotykał Augustę Foss, która miała podobne zainteresowania. Sprawiło to że w późniejszym okresie została ona jego żoną.
W wyniku przemęczenia pracą w 1905 roku u Heindela pojawiły się poważne kłopoty z sercem. Przez wiele miesięcy był na granicy śmierci.
Od 1906 do 1907 prowadził wykłady, jednocześnie poszerzając swoją wiedzę okultystyczną. Przebywał w San Francisco, Seattle i na północnych rejonach kraju. Po zakończeniu wykładów został poddany ponownej hospitalizacji w związku z kłopotami z sercem. Mimo tych kłopotów, ponownie podjął pracę jako wykładowca w północno-zachodniej części Stanów Zjednoczonych.